# Lubsko (gmina)
Pour les articles homonymes, voir Lubsko (homonymie).
La gmina de Lubsko est une gmina urbaine-rurale (gmina miejsko-wiejska) ou mixte de la powiat de Żary, dans la Voïvodie de Lubusz, dans l'ouest de la Pologne.
Son siège administratif (chef-lieu) est la ville de Lubsko qui se situe à environ 21 kilomètres au nord-ouest de Żary (siège de la powiat) et 41 kilomètres au sud-ouest de Zielona Góra (siège de la diétine régionale).
La gmina couvre une superficie de 182,69 km2 pour une population de 18 488 habitants en 2016.

## Histoire
De 1975 à 1998, la gmina est attachée administrativement à la voïvodie de Zielona Góra.

Depuis 1999, elle fait partie de la voïvodie de Lubusz.

## Géographie
Outre la ville de Lubsko, la gmina inclut les villages et localités de :

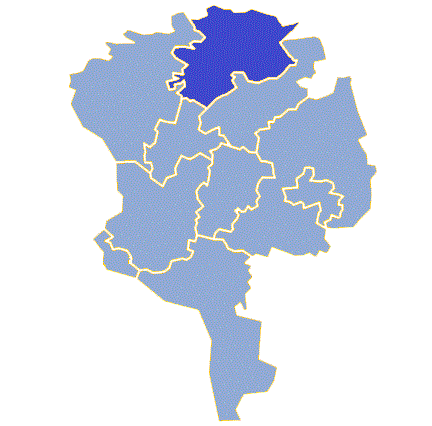
Plan de la gmina

- Białków
- Chełm Żarski
- Chocicz
- Chocimek
- Dąbrowa
- Dłużek
- Dłużek-Kolonia
- Gareja
- Górzyn
- Gozdno
- Grabków
- Janowice
- Kałek
- Lutol
- Małowice
- Mierków
- Mokra
- Nowiniec
- Osiek
- Raszyn
- Stara Woda
- Tarnów
- Tuchola Duża
- Tuchola Mała
- Tuchola Żarska
- Tymienice
- Ziębikowo

### Gminy voisines
La gmina de Lubsko est voisine des gminy suivantes :
- Bobrowice
- Brody
- Gubin
- Jasień
- Nowogród Bobrzański
- Tuplice

## Structure du terrain
D'après les données de 2002, la superficie de la commune de Lubsko est de 182,69 kilomètres carrés, répartis comme telle :
- terres agricoles : 46%
- forêts : 43%

La commune représente 13,11% de la superficie du powiat.

## Démographie
Données du 30 juin 2004:
| Description        | Total  | Total | Femmes | Femmes | Hommes | Hommes |
| ------------------ | ------ | ----- | ------ | ------ | ------ | ------ |
| Unité              | Nombre | %     | Nombre | %      | Nombre | %      |
| Population         | 19 439 | 100   | 9 955  | 51,2   | 9 484  | 48,8   |
| Densité (hab./km²) | 106,4  | 106,4 | 54,5   | 54,5   | 51,9   | 51,9   |